# Eddie Barth
Eddie Barth (geboren als Edward Michael Bartholetti; * 29. September 1931 in Philadelphia, Pennsylvania; † 28. Mai 2010 in Los Angeles, Kalifornien) war ein US-amerikanischer Schauspieler und Synchronsprecher.

## Leben
Barth begann seine Karriere 1963 als Statist in einer Episode der Serie Twilight Zone. Bis Ende der 1960er Jahre trat er gelegentlich in kleinen Rollen in Fernsehserien auf. Sein Spielfilmdebüt hatte er 1971 in Woody Allens Komödie Bananas. Im selben Jahr spielte er neben Richard Roundtree eine kleine Rolle im erfolgreichen Blaxploitationfilm Shaft. Als der Film später mit Roundtree in eine gleichnamige Fernsehserie adaptiert wurde, erhielt er die Rolle des Lt. Al Rossi. 
Zwar wurde die Serie bereits nach sieben Folgen abgesetzt, von diesem Zeitpunkt erhielt Barth jedoch größere Gastrollen in zahlreichen erfolgreichen Serienformaten wie Die Straßen von San Francisco und Kojak – Einsatz in Manhattan (in den 1970ern) sowie Mord ist ihr Hobby und Magnum (in den 1980er Jahren). Dem deutschsprachigen Fernsehpublikum dürfte Barth vor allem durch seine feste Rolle des Myron Fowler in der Detektivserie Simon & Simon in Erinnerung sein.
Barth war auch als Synchronsprecher tätig, neben Zeichentrickfilmen hatte er unter anderem auch Sprechrollen in Schweinchen Babe in der großen Stadt und Osmosis Jones. Zudem war seine Stimme in den 1980er Jahren in der landesweiten US-Werbekampagne für Miller Lite zu hören.

## Filmografie (Auswahl)
- 1963: Twilight Zone (The Twilight Zone, Fernsehserie, Folge 4x13 Die Wachsfiguren)
- 1967: Der Marshall von Cimarron (Cimarron Strip, Fernsehserie, Folge 1x03)
- 1967: FBI (The F.B.I., Fernsehserie, Folge 3x08)
- 1967: Invasion von der Wega (The Invaders, Fernsehserie, Folge 2x14)
- 1969: Mannix (Fernsehserie, Folge 3x10 Der Klang der Dunkelheit)
- 1971: Bananas
- 1971: Shaft
- 1971: Made for Each Other
- 1973–1974: Shaft (Fernsehserie, 7 Folgen)
- 1974: Die Supercops – Zwei irre Hunde (The Super Cops)
- 1974: Die Straßen von San Francisco (The Streets of San Francisco, Fernsehserie, Folge 3x09)
- 1975: Cannon (Fernsehserie, Folge 4x18 Wettlauf um die Beute)
- 1975: Barney Miller (Fernsehserie, Folge 1x06)
- 1975: Baretta (Fernsehserie, Folge 1x06)
- 1975: Kojak – Einsatz in Manhattan (Kojak, Fernsehserie, Folge 3x13)
- 1976: Reich und Arm (Rich Man, Poor Man, Fernsehserie, 2 Folgen)
- 1976: Amelia Earhart (Fernsehfilm)
- 1977: Die Sieben-Millionen-Dollar-Frau (The Bionic Woman, Fernsehserie, Folge 2x22)
- 1977: Wie Blitz und Donner (Thunder and Lightning)
- 1978: Husbands, Wives & Lovers (Fernsehserie, 10 Folgen)
- 1979: Promenade am Strand (Boardwalk)
- 1979: Amityville Horror (The Amityville Horror)
- 1979: Weihnachtsmänner haben's schwer (The Man in the Santa Claus Suit, Fernsehfilm)
- 1980: Fame – Der Weg zum Ruhm (Fame)
- 1981: Der unglaubliche Hulk (The Incredible Hulk, Fernsehserie, Folge 4x18)
- 1981: Polizeirevier Hill Street (Hill Street Blues, Fernsehserie, Folge 1x15)
- 1981–1988: Simon & Simon (Fernsehserie, 27 Folgen)
- 1982: T. J. Hooker (Fernsehserie, Folge 1x01)
- 1984: Computer Kids (Whiz Kids, Fernsehserie, Folge 1x11)
- 1984: Der große Bluff im Sperrbezirk (The Red Light Sting, Fernsehfilm)
- 1984: Love Boat (The Love Boat, Fernsehserie, Folge 8x05)
- 1984–1987: Mike Hammer (Mickey Spillane's Mike Hammer, Fernsehserie, 5 Folgen)
- 1984–1994: Mord ist ihr Hobby (Murder, She Wrote, Fernsehserie, 3 Folgen)
- 1985: Agentin mit Herz (Scarecrow and Mrs. King, Fernsehserie, Folge 2x18)
- 1985: Magnum (Magnum, P.I., Fernsehserie, Folge 6x10 Das nasse Grab)
- 1985–1992: Harrys wundersames Strafgericht (Night Court, Fernsehserie, 3 Folgen)
- 1986: Ein Grieche erobert Chicago (Perfect Strangers, Fernsehserie, Folge 1x04)
- 1987: Born in East L. A.
- 1987: Full House (Fernsehserie, Folge 1x07 Danny geht k.o.)
- 1987: Privatdetektiv Harry McGraw (The Law and Harry Mcgraw, Fernsehserie, Folge 1x09)
- 1990: The Outsiders (Fernsehserie, Folge 1x09)
- 1992–1993: Ehekriege (Civil Wars, Fernsehserie, 5 Folgen)
- 1994: Werbung für die Liebe (Mr. Write)
- 1994: Killing Annie (Killing Obsession)
- 1995: Das tödliche Dreieck (Deadline for Murder: From the Files of Edna Buchanan, Fernsehfilm)
- 1997: Superman (Superman: The Animated Series, Fernsehserie, 2 Folgen, Sprechrolle)
- 1997–2001: Men in Black: Die Serie (Men in Black: The Series, Fernsehserie, 28 Folgen, Sprechrolle)
- 1998: Schweinchen Babe in der großen Stadt (Babe: Pig in the City, Sprechrolle)
- 2001: Osmosis Jones (Sprechrolle)
- 2002–2003: Gingers Welt (As Told by Ginger, Fernsehserie, 2 Folgen, Sprechrolle)